# Дунав (стадион)
Стадион „Дунав“ е спортно съоръжение в Русе. Намира се в кв. „Здравец“ и се използва от ФК „Дунав“.
Стадионът е част от спортен комплекс, включващ още тренировъчни игрища, басейн, спортна зала, ресторант и др.